# AMF Futsal Women’s World Cup
Seit 2008 wird von der Asociación Mundial de Fútbol de Salón (AMF) der AMF Futsal Women’s World Cup für Nationalmannschaften ausgetragen. Dieses Turnier ist nicht zu verwechseln mit dem Women’s Futsal World Tournament.

## Modus
Aktuell gilt folgender Modus: Gespielt wird in vier Gruppen zu je vier Mannschaften in einfacher Runde Jeder gegen Jeden. Die jeweils Gruppenersten und -zweiten qualifizieren sich für die K.-o.-Runde, die mit dem Viertelfinale beginnt und mit dem Finale einschließlich des Spiels um Platz 3 endet.

## Die Turniere im Überblick
| Jahr         | Austragungsort              | Finale          | Finale   | Finale      | Spiel um Platz drei | Spiel um Platz drei | Spiel um Platz drei |
| Jahr         | Austragungsort              | AMF-Weltmeister | Ergebnis | 2. Platz    | 3. Platz            | Ergebnis            | 4. Platz            |
| ------------ | --------------------------- | --------------- | -------- | ----------- | ------------------- | ------------------- | ------------------- |
| 2008 Details | Reus (Katalonien)           | Katalonien      | 4:0      | Galicien    | Kolumbien           | 6:4                 | Russland            |
| 2013 Details | Barrancabermeja (Kolumbien) | Kolumbien       | 3:2      | Venezuela   | Tschechien          | 4:3                 | Argentinien         |
| 2017 Details | Balaguer (Katalonien)       | Brasilien       | 4:2      | Argentinien | Kolumbien           | 3:0                 | Paraguay            |
| 2022 Details | Mosquera (Kolumbien)        | Kolumbien       | 12:0     | Kanada      | Venezuela           | 3:0                 | Katalonien          |